# Châtres (Aube)
Châtres település Franciaországban, Aube megyében. Lakosainak száma 705 fő (2022. január 1.). Châtres Maizières-la-Grande-Paroisse, Méry-sur-Seine, Mesgrigny, Origny-le-Sec, Orvilliers-Saint-Julien, Saint-Oulph és Clesles községekkel határos.

## Népesség
A település népessége az elmúlt években az alábbi módon változott:
| Lakosok száma | 477  | 573  | 590  | 593  | 717  | 705  | 699  | 698  | 701  | 705  |
|               | 1968 | 1982 | 1990 | 2006 | 2013 | 2015 | 2017 | 2019 | 2020 | 2022 |